# Julian Knowle
Julian Knowle (* 29. dubna 1974 v Lauterachu, Rakousko) je rakouský profesionální tenista. Ve své dosavadní kariéře vyhrál 13 turnajů ATP World Tour ve čtyřhře.

## Finálové účasti na turnajích ATP World Tour (28)

### Čtyřhra - výhry (13)
| Legenda                                                       |
| Grand Slam (1)                                                |
| ATP International Series Gold / ATP World Tour 500 Series (1) |
| ATP International Series / ATP World Tour 250 Series (11)     |

| Č.  | Datum             | Turnaj               | Povrch      | Partner          | Soupeři ve finále                 | Výsledek          |
| 1.  | 17. únor 2002     | Kodaň, Dánsko        | tvrdý (h)   | Michael Kohlmann | Jiří Novák Radek Štěpánek         | 7-6(8), 7-5       |
| 2.  | 21. červenec 2002 | Umag, Chorvatsko     | antuka      | František Čermák | Albert Portas Fernando Vicente    | 6-4, 6-4          |
| 3.  | 5. leden 2003     | Čennaj, Indie        | tvrdý       | Michael Kohlmann | František Čermák Leoš Friedl      | 7-6(1), 7-6(3)    |
| 4.  | 26. říjen 2003    | Petrohrad, Rusko     | tvrdý (h)   | Nenad Zimonjić   | Michael Kohlmann Rainer Schüttler | 7-6(1), 6-3       |
| 5.  | 1. květen 2005    | Mnichov, Německo     | antuka      | Mario Ančić      | Florian Mayer Alexander Waske     | 6-3, 1-6, 6-3     |
| 6.  | 30. říjen 2005    | Petrohrad, Rusko     | koberec (h) | Jürgen Melzer    | Jonas Björkman Max Mirnyj         | 4-6, 7-5, 7-5     |
| 7.  | 30. duben 2006    | Casablanca, Maroko   | antuka      | Jürgen Melzer    | Michael Kohlmann Alexander Waske  | 6-3, 6-4          |
| 8.  | 27. květen 2007   | Pörtschach, Rakousko | antuka      | Simon Aspelin    | Leoš Friedl David Škoch           | 7-6(6), 5-7, 10-5 |
| 9.  | 17. červen 2007   | Halle, Německo       | tráva       | Simon Aspelin    | Fabrice Santoro Nenad Zimonjić    | 6-4, 7-6(5)       |
| 10. | 15. červenec 2007 | Båstad, Švédsko      | antuka      | Simon Aspelin    | Martín García Sebastián Prieto    | 6-2, 6-4          |
| 11. | 9. září 2007      | US Open, USA         | tvrdý       | Simon Aspelin    | Lukáš Dlouhý Pavel Vízner         | 7-5, 6-4          |
| 12. | 29. srpen 2009    | New Haven, USA       | tvrdý       | Jürgen Melzer    | Bruno Soares Kevin Ullyett        | 6-4, 7-6(3)       |
| 13. | 11. říjen 2009    | Tokio, Japonsko      | tvrdý       | Jürgen Melzer    | Ross Hutchins Jordan Kerr         | 6-2, 5-7, 10-8    |

### Čtyřhra - prohry (15)
| Legenda                                                       |
| Grand Slam (1)                                                |
| Tennis Masters Cup / ATP World Tour Finals (1)                |
| ATP International Series Gold / ATP World Tour 500 Series (2) |
| ATP International Series / ATP World Tour 250 Series (11)     |

| Č.  | Datum             | Turnaj                 | Povrch      | Partner          | Vítězové                         | Výsledek           |
| 1.  | 5. květen 2002    | Mallorca, Španělsko    | antuka      | Michael Kohlmann | Mahesh Bhupathi Leander Paes     | 6-2, 6-4           |
| 2.  | 2. březen 2003    | Kodaň, Dánsko          | tvrdý (h)   | Michael Kohlmann | Tomáš Cibulec Pavel Vízner       | 7-5, 5-7, 6-2      |
| 3.  | 13. červenec 2003 | Newport, USA           | tráva       | Jürgen Melzer    | Jordan Kerr David Macpherson     | 7-6(4), 6-3        |
| 4.  | 2. květen 2004    | Mnichov, Německo       | antuka      | Nenad Zimonjić   | James Blake Mark Merklein        | 6-2, 6-4           |
| 5.  | 4. červenec 2004  | Wimbledon, V. Británie | tráva       | Nenad Zimonjić   | Jonas Björkman Todd Woodbridge   | 6-1, 6-4, 4-6, 6-4 |
| 6.  | 16. duben 2006    | Houston, USA           | antuka      | Jürgen Melzer    | Michael Kohlmann Alexander Waske | 5-7, 6-4, 10-5     |
| 7.  | 8. říjen 2006     | Metz, Francie          | tvrdý (h)   | Jürgen Melzer    | Richard Gasquet Fabrice Santoro  | 3-6, 6-1, 11-9     |
| 8.  | 15. říjen 2006    | Vídeň, Rakousko        | tvrdý (h)   | Jürgen Melzer    | Petr Pála Pavel Vízner           | 6-4, 3-6, 12-10    |
| 9.  | 29. říjen 2006    | Petrohrad, Rusko       | koberec (h) | Jürgen Melzer    | Simon Aspelin Todd Perry         | 6-1, 7-6(3)        |
| 10. | 25. únor 2007     | Memphis, USA           | tvrdý (h)   | Jürgen Melzer    | Eric Butorac Jamie Murray        | 7-5, 6-3           |
| 11. | 18. listopad 2007 | Šanghaj, Čína          | tvrdý (h)   | Simon Aspelin    | Mark Knowles Daniel Nestor       | 6-2, 6-3           |
| 12. | 24. květen 2008   | Pörtschach, Rakousko   | antuka      | Jürgen Melzer    | Marcelo Melo André Sá            | 7-5, 6-7(3), 13-11 |
| 13. | 22. únor 2009     | Marseille, Francie     | tvrdý (h)   | Andy Ram         | Arnaud Clément Michaël Llodra    | 3-6, 6-3, 10-8     |
| 14. | 1. listopad 2009  | Vídeň, Rakousko        | tvrdý (h)   | Jürgen Melzer    | Łukasz Kubot Oliver Marach       | 2-6, 6-4, 11-9     |
| 15. | 21. únor 2010     | Marseille, Francie     | tvrdý (h)   | Robert Lindstedt | Julien Benneteau Michaël Llodra  | 6-4, 6-3           |

## Davisův pohár
Julian Knowle se zúčastnil 20 zápasů v Davisově poháru  za tým Rakouska s bilancí 1-0 ve dvouhře a 8-12 ve čtyřhře.

## Postavení na žebříčku ATP na konci sezóny

### Dvouhra
| Rok    | 1992 | 1993   | 1994   | 1995   | 1996   | 1997   | 1998   | 1999   | 2000   | 2001   | 2002   | 2003   | 2004   | 2005   | 2006    |
| Pořadí | 651. | ▲ 341. | ▼ 533. | ▲ 429. | ▼ 505. | ▲ 348. | ▲ 301. | ▲ 229. | ▲ 154. | ▲ 128. | ▲ 107. | ▼ 164. | ▼ 252. | ▼ 649. | ▼ 1422. |

### Čtyřhra
| Rok    | 1993 | 1994   | 1995   | 1996 | 1997   | 1998   | 1999   | 2000   | 2001  | 2002  | 2003  | 2004  | 2005  | 2006  | 2007 | 2008  | 2009  |
| Pořadí | 868. | ▲ 460. | ▼ 479. | ▼x   | ▲ 398. | ▲ 373. | ▲ 196. | ▲ 173. | ▲ 85. | ▲ 55. | ▲ 38. | ▲ 30. | ▬ 30. | ▲ 23. | ▲ 7. | ▼ 24. | ▲ 21. |